# نووترویتسک (شهرستان رودینسکی، سرزمین آلتای)
نووترویتسک (به لاتین: Novotroitsk) یک منطقهٔ مسکونی در روسیه است که در سرزمین آلتای واقع شده‌است.